# صموئيل ميلز
صموئيل ميلز (بالإنجليزية: Samuel Mills)‏ (1871 في المملكة المتحدة - ) هو لاعب كرة قدم بريطاني (وحمل سابقاً جنسية المملكة المتحدة لبريطانيا العظمى وأيرلندا) في مركز الهجوم. لعب مع ديربي كاونتي وليستر سيتي ونادي أرسنال وLoughborough F.C. ‏ وDerby Midland F.C. ‏ وHeanor Town F.C. ‏.